# Chibuku Stadium
Chibuku Stadium – stadion piłkarski w mieście Chitungwiza w Zimbabwe. Swoje mecze rozgrywa na nim drużyna piłkarska Kiglon FC. Stadion może pomieścić 3 000 osób.